# Iuga Ologul
Iuga Ologul (i.e l'estropié, ? – 19 juillet 1400) est un prince lituanien né en Podolie, petit-fils du grand-prince de Lituanie Gediminas, fils de Karijotas et d'une princesse moldave. Il fut voïvode de Moldavie entre 1374 et 1377, succédant à Costea Mușat. Il revint à la tête de la Moldavie de 1399 à 1400. 
La monarchie étant élective dans les principautés roumaines (comme en Hongrie et Pologne voisines), le prince (voïvode, hospodar ou domnitor selon les époques et les sources) était élu par et parmi les boyards et, pour être nommé, régner et se maintenir, s'appuyait fréquemment sur les puissances voisines, hongroise, polonaise ou ottomane.

## Biographie
Chrétien orthodoxe comme le reste de sa famille, Iuga fut marié à Anastasia, la fille de Lațcu de Moldavie. Il prit le pouvoir en tant que boyard et en réaction contre la politique pro-catholique de Costea Mușat. De fait, Iuga travaille au renforcement de l'église d'Orient en Moldavie en plaçant le siège métropolitain moldave sous la juridiction du patriarcat d'Ohrid. Plus tard, sous le règne d'Alexandre Ier de Moldavie, l'Église moldave se plaça dans l'obédience du patriarche œcuménique de Constantinople.
Lorsqu'il fut destitué par le fils de Costea Mușat, Petru II de Moldavie, Iuga fuit en Pologne où il demeure prétendant. Il remonte sur le trône moldave en août 1399 après avoir pris part aux conflits de succession et bénéficié du soutien de son cousin Švitrigaila ainsi que de Vytautas. Son deuxième règne prit fin à la suite d'une intervention militaire valaque commandée par le prince Mircea Ier l'Ancien. Ce dernier le remplaça par Alexandre Ier de Moldavie.
Iuga mourut quelques années plus tard en Moldavie.